# مسحور (فیلم ۱۹۶۷)
مسحور (به انگلیسی: Bedazzled) فیلمی محصول سال ۱۹۶۷ و به کارگردانی استنلی دانن است. در این فیلم بازیگرانی همچون دادلی مور، النور برون، راکل ولش، پیتر کوک، بری هامفریز، مایکل بیتس، برنارد اسپیر، مایکل ترابشو و والنتین دایل ایفای نقش کرده‌اند.